# 中西治
中西 治（なかにし おさむ、1932年（昭和7年）12月30日 - 2020年4月12日）は、大阪市で生まれた歴史研究者。ソヴェト史、米ソ関係史、国際関係論等の研究を踏まえて宇宙学（Universal Studies）の創造をめざしていた。特定非営利活動法人地球宇宙平和研究所理事長、株式会社中西節子記念会代表取締役、中国の武漢大学客座教授、上海師範大学顧問教授、北京大学日本研究中心特約研究員であった。
2020年4月12日、横浜市の老人福祉施設にて死去したことが、同じく創価大学名誉教授の中野毅のTwitterにて告知された。同ツイートによれば、2019年に脳梗塞を患っていたという。87歳没。

## 学歴
- 1956年3月 大阪外国語大学ロシア語学科卒業
- 1968年3月 東京大学大学院社会学研究科国際関係論専門課程博士課程単位取得満期退学

## 職歴・教歴
- 1956年4月 - 1962年3月 ソビエト・ニュース社勤務
- 1963年6月 - 1969年12月 日本放送協会報道局外国放送受信部勤務
- 1966年4月 - 1974年3月 法政大学第二教養部兼任講師
- 1974年4月 - 1977年3月 神奈川大学外国語学部助教授
- 1977年4月 - 2008年3月 創価大学文学部・同大学院文学研究科教授
- 1991年 - 1997年 ロシア・東欧学会事務局長[2]

## 著書

### 単著
- 『ソ連の外交』潮出版社、1971年10月
- 『現代共産主義の基礎知識』明学出版社、1974年10月
- 『ソ連政治の構造と動態』南窓社、1975年6月
- 『増補ソ連政治の構造と動態』南窓社、1977年10月
- 『中国とソ連』日本工業新聞社、1979年11月
- 『ソ連の社会と外交』南窓社、1986年2月
- 『国際関係論――地球・宇宙平和学入門』南窓社、1990年3月
- 『ソ連邦から共同体へ』南窓社、1992年3月
- 『新国際関係論』南窓社、1999年10月
  - 汪鴻祥訳『新国際関係論』（中国語版）上海学林出版社、2002年3月
- 『アメリカ便り』特定非営利活動法人地球宇宙平和研究所、2002年11月
- 『続・アメリカ便り』特定非営利活動法人地球宇宙平和研究所、2003年4月
- 『現代人間国際関係史――レーニンからプーチンまでとローズヴェルト、チャーチル』南窓社、2003年4月
- 『ロシア革命・中国革命・9.11――宇宙地球史の中の20－21世紀』南窓社、2011年3月

### 編著
- 『東アジアはどうなるのか』白帝社、2006年3月
- 『ビッグ・ヒストリー入門』特定非営利活動法人地球宇宙平和研究所、2014年1月
- 『ビッグ・ヒストリーと21世紀の国際秩序』特定非営利活動法人地球宇宙平和研究所、2014年9月
- 『ビッグ・ヒストリーの実用：自然・戦争・平和』特定非営利活動法人地球宇宙平和研究所、2016年3月

### 翻訳
- M.P.キム編『ソヴェト・インテリゲンチヤ―形成と成長の歴史』東京創元社、1972年6月
- H.ゴードン・スキリング『利益集団と共産主義政治』監訳 南窓社、1988年11月

## 論文・報文
- 中西治「ソ連の変化と中ソ関係--フルシチョフ失脚後二年の跡」『潮』第82号、潮出版社、1967年4月、226-235頁、NAID 40000164860。
- 中西治「ソ連の共産主義建設と社会福祉」『別冊潮』第6号、潮出版社、1967年7月、157-165頁、NAID 40003445669。
- 中西治「ソ連外交と平和共存政策」『別冊潮』第12号、潮出版社、1969年2月、118-135頁、NAID 40003445791。
- 中西治「ソ連外交史研究動向」『歴史学研究』第396号、青木書店、1973年5月、38-43頁、ISSN 03869237、NAID 40003815095。
- 中西治「転換期のソ連外交--課題と展望」『人文研究』第62号、神奈川大学人文学会、1975年6月、p23-51、ISSN 02877074、NAID 40001962032。
- 中西治「現代ソ連社会論の検討」『ソ連・東欧学会年報』第1977巻第6号、ロシア・東欧学会、1977年、40-43頁、doi:10.5823/jarees1972.1977.40、ISSN 0386-7226、NAID 130001647143。
- 中西治「現代ソ連社会論の研究-3-「全体主義」論と「近代化発展段階」論を中心として」『Sociologica』第3巻第2号、創価大学社会学会、1979年3月、p53-75、ISSN 03859754、NAID 110006608545。
- 中西治「アフガン事件三つの教訓--ソ連外交の当面する課題 (クレムリンこれから)」『朝日ジャーナル』第22巻第17号、朝日新聞社、1980年4月、p16-20、ISSN 05712378、NAID 40000077435。
- 中西治「ゴルバチョフ時代のソ連--成るか政治の大転換」『公明』第280号、公明機関紙局、1985年5月、p103-108、ISSN 04542436、NAID 40001264799。
- 中西治「絶頂から停滞・解体へ : ブレジネフ、アンドロポフ、チェルネンコ、ゴルバチョフの時代 (特集 ソ連史再考 : フルシチョフからソ連解体まで)」『ロシア・ユーラシアの経済と社会』第995号、ユーラシア研究所、2015年7月、14-30頁、ISSN 2185-8748、NAID 40020540516。